# Ljungby (gemeente)
Ljungby is een Zweedse gemeente in de provincie Kronobergs län. Ze heeft een totale oppervlakte van 2003,2 km² en telde 27.004 inwoners in 2004.
De Amerikaanse bassist Clifford Lee Burton (10 februari 1962 - 27 september 1986) die deel uitmaakte van de heavy-metalgroep Metallica is nabij Ljungby, in Dörarp, om het leven gekomen door een busongeluk.

## Plaatsen
| #  | Plaats               | Inwoneraantal |
| -- | -------------------- | ------------- |
| 1  | Ljungby              | 14 810        |
| 2  | Lagan                | 1 751         |
| 3  | Ryssby               | 689           |
| 4  | Lidhult              | 635           |
| 5  | Kånna                | 365           |
| 6  | Vittaryd             | 306           |
| 7  | Angelstad            | 276           |
| 8  | Agunnaryd            | 215           |
| 9  | Hamneda              | 156           |
| 10 | Dörarp               | 145           |
| 11 | Bolmen               | 100           |
| 12 | Byholma en Grimshult | 63            |